# ميتسوبيشي موتورز
ميتسوبيشي موتورز (باليابانية:三菱自動車工業株式会社) هي سادس أكبر شركة سيارات في اليابان والسابعة على العالم من حيثُ عدد الوحدات المباعة. وهي إحدى أقسام مجموعة ميتسوبيشي أكبر مجموعة صناعية في اليابان، وتشكّلت في عام 1970 من قسم سيارات ميتسوبيشي للصناعات الثقيلة.

## التاريخ

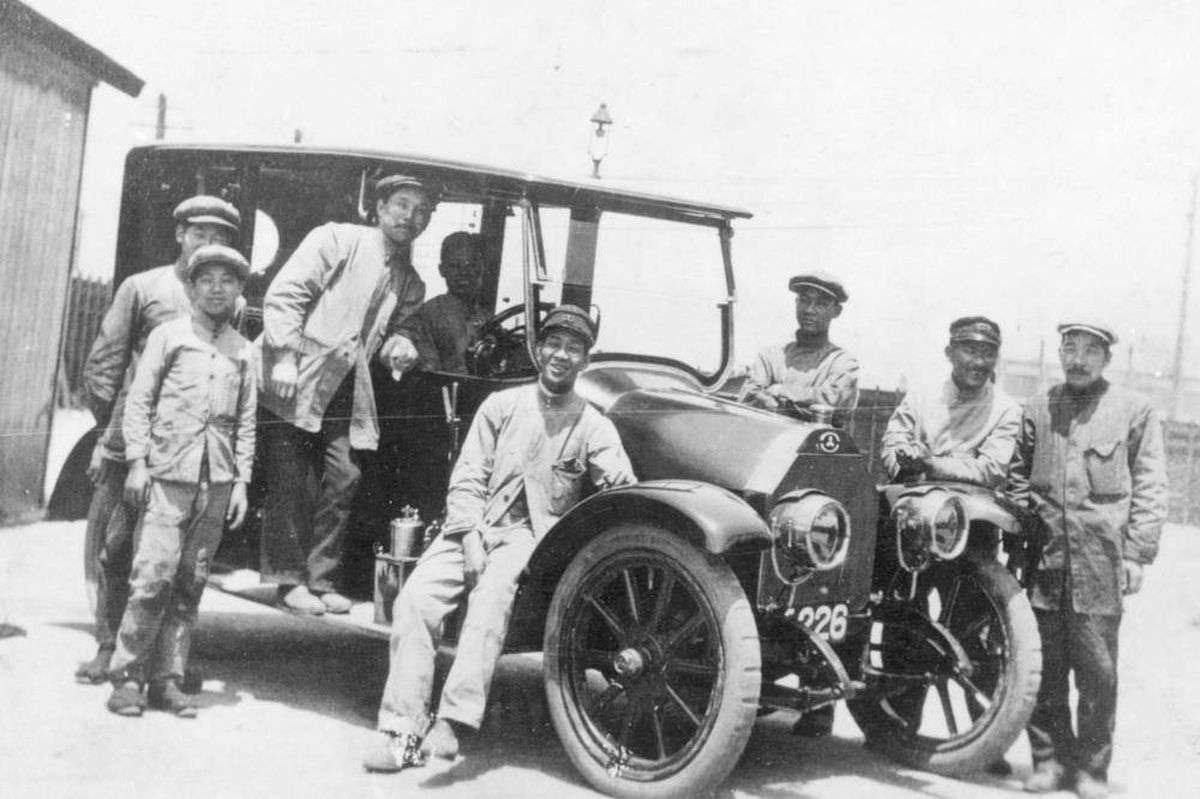
العمال في شركة ميتسوبيشي لبناء السفن المحدودة.

بعود أصل ميتسوبيشي إلى عام 1917 عندما قدمت شركة ميتسوبيشي لبناء السفن المحدودة طراز ميتسوبيشي A،‏  وهي سيارة سيدان ذات سبعة مقاعد مصنوعة يدويًا، وكانت باهضة الثمن مقارنة بالسيَّارات الأمريكيَّة والأوروبيّة وتوقَّفت في عام 1921 بعدَ إنتاج 22 مركبة فقط.
في عام 1934 دمجت شركة ميتسوبيشي لبناء السفن معَ شركة ميتسوبيشي للطائرات التي تأسَّست في 1920 لتصنيع محركات الطائرات، وعُرفت الشركة الموحدة باسمِ ميتسوبيشي للصناعات الثقيلة (MHI)، وكانت أكبر شركة خاصَّة في اليابان. وركزت على تصنيع الطائرات والسفن وعربات السكك الحديدية والآلات، وفي عام 1937 طورت نموذج أولي لسيارة سيدان مخصصة للاستخدام العسكري. وكانت أول سيارة ركاب يابانية الصنع تعمل بنظام الدفع الرباعي.

### ما بعدَ الحرب

شعار ميتسوبيشي موتورز من 1970 إلى 2017

عادت الشركة لتصنيع السيَّارات بعدَ انتهاء الحرب العالمية الثانية، وأستأنفت إنتاج حافلات فوسو، وطورت عربة شحن صغيرة بثلاث عجلات تُسمى «ميزوشيما» (بالإنجليزية: Mizushima) ودراجة صغيرة تُسمى «سيلفر بيجن»، ولكنَّ قوى الحلفاء أمرت بتفكيك تكتلات «زايباتسو» الصناعيّة التي تسيطر عليها الأسرة اليابانيّة في عام 1950، وتمَّ تقسيم ميتسوبيشي للصناعات الثقيلة إلى ثلاث شركات إقليمية، كلّ منها يشارك في تطوير السيارات: غرب اليابان للصناعات الثقيلة، وسط اليابان للصناعات الثقيلة، وشرق اليابان للصناعات الثقيلة.

### اتصال كرايسلر

#### دايموند ستار موتورز

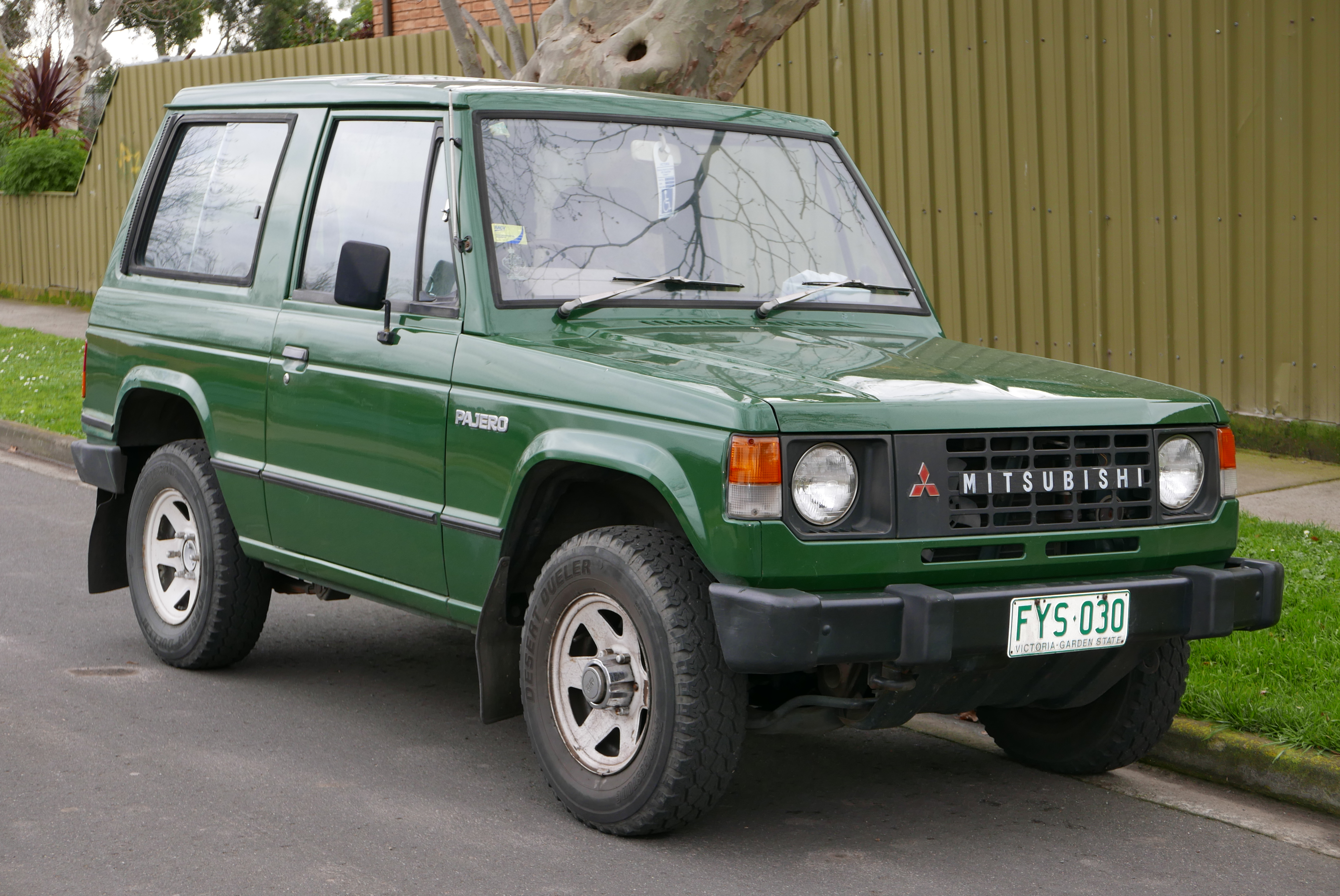
سيارة ميتسوبيشي باجيرو طراز 1984، وَالتي تُعد أنجح سيارة دفع رباعي أنتجتها الشركة.

أتفقت ميتسوبيشي مع «كرايسلر» على توحيد عملية تصنيع السيَّارات في نورمال، إلينوي، على الرغم من التوترات المستمرّة بينهما، وأسسوا مشروع مشترك لتصنيع السيَّارات في أكتوبر 1985 باسمِ دايموند ستار موتورز [الإنجليزية]‏ (DSM) أُخذ اسمها من شعارات الشركتين: شعار ميتسوبيشي («دايموند») وشعار كرايسلر («ستار»)، وفي أبريل 1986 بدأت في إنشاء منشأة لإنتاج السيَّارات في نورمال، إلينوي بمساحة 177,000 متر مربع (1,910,000 قدم2)، وفي 1987 كانت الشركة تبيع 67 ألف سيارة سنويًا في الولايات المتحدة، وعندما افتتحت المصنع الجديد في مارس 1988، أرتفعت قدرة الإنتاج السنويَّة إلى 240,000 سيارة سنوياً، وفي البداية أطلقت الشركة ثلاث سيارات كوبيه مدمجة 2+2، وهي ميتسوبيشي إكلبس (بالإنجليزية: Mitsubishi Eclipse) وإيقل تالون (بالإنجليزية: Eagle Talon) وبليموث ليزر (بالإنجليزية: Plymouth Laser)، وطرحت طرز أُخرى في السنوات اللاحقة.

#### الاكتتاب العام 1988
طُرحت شركة ميتسوبيشي موتورز للاكتتاب العام في 1988 منهية بذلك مكانتها باعْتِبارها الشركة الوحيدة بملكية خاصَّة من بين شركات صناعة السيَّارات اليابانيّة الإحدى عشر، ووافقتميتسوبيشي للصناعات الثقيلة على خفض حصَّتها إلى 25 بالمائة، معَ الاحتفاظ بمكانتها كأكبر مساهم منفرد، وزادت شركة كرايسلر من حصَّتها إلى أكثر من 20 في المائة، وتمكّنت ميتسوبيشي من سداد جزء من ديونها، وتوسيع استثماراتها في جميع أنحاءِ جنوب شرق آسيا حيثُ تعمل في الفلبين وماليزيا وتايلاند.

#### التسعينات
أصبح «هيروكازو ناكامورا» رئيسًا لشركة ميتسوبيشي في 1989 وقاد الشركة في بعض الاتِّجَاهَاتِ الواعدة، معَ ظهور فقاعة أسعار الأصول اليابانية، نتيجةً لاتفاق بلازا الموقعة في عام 1985 لخفض قيمة الدولار الأمريكيّ أمام الين الياباني، كانت مبيعات ميتسوبيشي باجيرو الجديدة للشركة مخالفة للحكمة التقليديّة التي أصبحت شعبية حتَّى في شوارع اليابان المزدحمة.
ترددت شائعات كثيرة في وسائل الإعلام اليابانيّة في عاميّ 1992 و1993 تفيد بأنَ ميتسوبيشي موتورز تعتزم الاستحواذ العدائي على هوندا، بينما كانت ميتسوبيشي تتألق عالياً من مبيعات السيَّارات المربحة مثل ديامانتي و«باجيرو»، كانت هوندا مشغولة في ازدهار سيارات الدفع الرباعي والشاحنات وفقدت التركيز بعدَ مرض ووفاة مؤسسها سويتشيرو هوندا لاحقًا، ومع ذلك اتخذ الرئيس التنفيذيّ لشركة هوندا «نوبوهيكو كاواموتو» خطوات جذرية مثل الخروج من «الفورمولا 1» ووقف صناعة المركّبات غير المربحة لتجنب استحواذ ميتسوبيشي.
على الرغم من ازدهار مبيعات سيارات الدفع الرباعي والشاحنات الخفيفة في الولايات المتحدة، إلَّا أنَ مصنعي السيَّارات في اليابان رفضوا فكرة أنَ يحدث ذلك في بلدهم، غير أنَ «نوبوهيكو كاواموتو» زاد من ميزانية تطوير المُنتجات الرياضية، وتصدرت مجموعة مركبات الدفع الرباعي الكبيرة في موجة شراء سيارات الدفع الرباعي في اليابان في أوائل إلى منتصف التسعينات، وأرتفعت حصّة ميتسوبيشي المحليَّة الإجماليّة إلى 11.6 في المائة في عام 1995.
شاركت ميتسوبيشي للصناعات الثقيلة (MHI) في عملية إنقاذ طارئة بقيمة 540 مليار ين لشركة ميتسوبيشي موتورز في يناير 2005، بالشراكة معَ شركة ميتسوبيشي ومجموعة بنك إم يو أف جي. وحينها أستحوذت «ميتسوبيشي للصناعات الثقيلة» على 50 مليار ين من أسهم ميتسوبيشي موتورز، وزادت حصَّتها في الملكيّة إلى 15 بالمائة، وجعلت شركة صناعة السيَّارات شركة تابعة لها مرَّة أخرى.

## تحالفات

### 1999– شاحنات فولفو
عند بيع قسم سيارات فولفو إلى شركة فورد في يناير 1999، اشترت مجموعة فولفو حصّة 5٪ في ميتسوبيشي موتورز في نوفمبر من نفس العام، لكنّها باعت حصَّتها إلى المساهم دايملر كرايسلر في مارس 2001.

### فولكس فاجن
في أوروبا استخدمت ميتسوبيشي موتورز محركات الديزل التي قدمتها الشركة المصنعة الألمانيَّة فولكس فاجن لبعض سياراتها متوسطة الحجم،  مثل لانسر  وجرانديس  وأوتلاندر.

### هندوستان
كانَ للشركة الهنديَّة هندوستان موتورز مشروع مشترك معَ ميتسوبيشي بدأَ عام 1998، لإنتاج السيَّارات من مصنع في تيروفالور، تاميل نادو، وقد أنتج المصنع نماذج منها ميتسوبيشي تشالنجر (الجيل الثالث) حتّى عام 2016.

### سامكور
كانت شركة جنوب افريقيا للسيّارات (بالإنجليزية: South African Motor Corporation) ‏(Samcor) مشروعًا مشتركًا تمَّ إنشاؤه في عام 1985 بين شركة فورد ومازدا وميتسوبيشي في سوق جنوب إفريقيا المحلي، معَ إعادة تسمية ميتسوبيشي ديليكا باسمِ فورد هوسكاي وميتسوبيشي كانتر باسمِ فورد تريتون. ‏

### المشاريع المُشتركة الصينيَّة

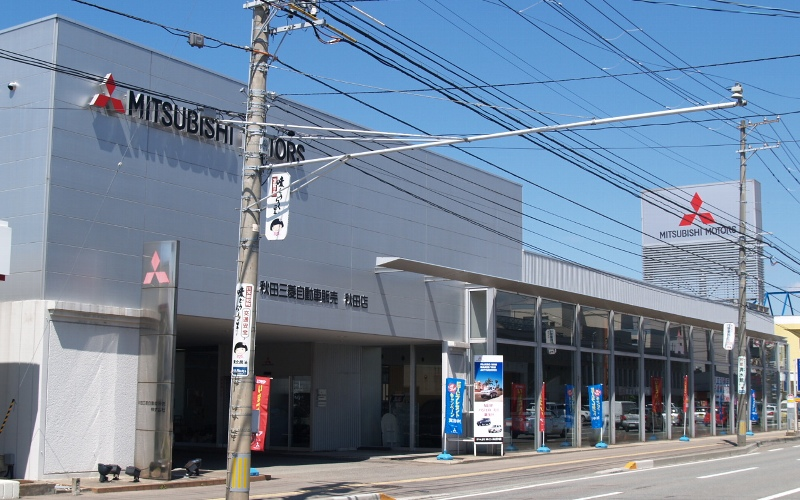
تاجر ميتسوبيشي في اكيتا

إبتدائاً من 2006 تمتلك ميتسوبيشي أربعة مشاريع مشتركة معَ شركاء صينيين، وهي:
- مشروع جنوب شرق (فوجيان) للسيارات المحدودة.[19]
- شنيانغ ايروسبيس شركة ميتسوبيشي موتورز للتصنيع المحدودة.
- شركة هاربين دونغ لتصنيع محركات السيَّارات المحدودة - إحدى الشركات التابعة لمجموعة هافي.
- شركة هونان تشانغفنغ للسيّارات المحدودة - شركة تابعة لشركة تشانغ فنغ المحدودة.

### 2010– نيسان
أتفقت ميتسوبيشي معَ نيسان على تشكيل مشروع مشترك لتطوير سيارات كي للسوق اليابانيّة في ديسمبر 2010.

## الإدارة
في عام 2014 عُين (بالإنجليزية: تيتسورو إيكاوا, رومنة: Tetsuro Aikawa) رئيساً للشركة، بعدَ أنَ قضى أكثر من عقد من حياته المهنيَّة الشركة، وَالتي قضاها في تطوير المُنتجات ومشاركته في التصنيع والمبيعات المحليَّة في اليابان مؤخرًا. وكان الرئيس السابق «أوسامو ماسوكو» أنضم إلى الشركة من شركة ميتسوبيشي كروب في عام 2004.

## المركّبات الكهربائيّة
بدأت شركة ميتسوبيشي موتورز بيع سيارتها ميتسوبيشي i-MiEV الصغيرة الكهربائية المزودة بحزمة بطارية ليثيوم أيون لعملاء التجزئة في صيف 2009، أي قبل عامٍ من الموعد المحدد،  كما أعلنت الشركة عن خططها لتقديم خمس سيارات أُخرى للدفع الإلكتروني. وتهدف الشركة لخفض سعر سياراتها الكهربائيّة إلى مليوني ين (21,890 دولار أمريكي) بحلول السنة الماليَّة 2012.

## رياضة السيَّارات
لدى ميتسوبيشي خبرة دولية تقارب نصف قرن في رياضة السيارات، بدءًا من سباقات الشوارع في أوائل الستينيات، حيثُ سيطرت على سباقات التحمل في السبعينات، ورالي داكار في الثمانينات، وفئتي «المجمُوعة الأولى» و«المجمُوعة إن» في بطولة العالم للراليات حتَّى التسعينات. وكانت شركة «رالي آرت» شركة تابعة لميتسوبيشي كانت مسؤولة عن تطوير وإعداد سيارات السباق على الطرق الوعرة وسباقات الرالي.

## شراكة معَ جاكي شان
ترتبط شركة ميتسوبيشي منذُ 30 عامًا بالممثل جاكي شان، حيثُ يستخدم سياراتهم في جميع أفلامه،  وقدأقيم «كأس جاكي شان» لأول مرَّة في عام 1984،  هو سباق سيارات سنويٌّ للمشاهير يشارك فيهِ صحفيون دوليون في مجال السيَّارات ونجوم من جميع أنحاءِ آسيا بسيارات ميتسوبيشي معَ سائقي سيارات محترفين، وقد أُقيمَ قبل سباق الجائزة الكبرى في ماكاو حتّى عام 2004 عندما انتقل إلى شنغهاي. في سبتمبر 2005 أنتج راليارت وهو ذراع ميتسوبيشي لرياضة السيَّارات 50 إصدارًا خاصًا لجاكي شان من لانسر إيفو 9؛ تشان هو المدير الفخري لفريق «راليات الصين».

## المواقع
| أعلى 10 مبيعات لسيارات ميتسوبيشي موتورز حسب الدولة، 2018 | أعلى 10 مبيعات لسيارات ميتسوبيشي موتورز حسب الدولة، 2018 | أعلى 10 مبيعات لسيارات ميتسوبيشي موتورز حسب الدولة، 2018 |
| المرتبة                                                  | الموقع                                                   | المبيعات                                                 |
| -------------------------------------------------------- | -------------------------------------------------------- | -------------------------------------------------------- |
| 1                                                        | إندونيسيا                                                | 146805                                                   |
| 2                                                        | الصين                                                    | 139856                                                   |
| 3                                                        | الولايات المتحدة                                         | 118.075                                                  |
| 4                                                        | اليابان                                                  | 104,611                                                  |
| 5                                                        | أستراليا                                                 | 84826                                                    |
| 6                                                        | تايلاند                                                  | 84.560                                                   |
| 7                                                        | الفلبين                                                  | 65894                                                    |
| 8                                                        | ألمانيا                                                  | 52196                                                    |
| 9                                                        | روسيا                                                    | 45391                                                    |
| 10                                                       | المملكة المتحدة                                          | 30952                                                    |

تمتلك الشركة مرافق لتصنيع المركّبات في اليابان والفلبين وتايلاند وإندونيسيا، واثني عشر مصنعًا مملوكًا بشكلٍ مشترك معَ آخرين. وفي البرازيل لديها اتفاقية إنتاج معَ مجموعة محليّة بدون استثمار مباشر من ميتسوبيشي. كما أنَّها تملك ثلاثة مصانع أُخرى لتصنيع المحرّكات وناقلات الحركة، وخمسة مراكز للبحث والتطوير و75 شركة تابعة وشريكة.
يتم تصنيع سياراتها أو تجميعها أو بيعها في أكثر من 160 دولة حول العالم.

### الأبحاث والتطوير
اليابان
- ميناتو، طوكيو: المكتب الرئيسيّ واستوديو طوكيو ديزاين.
- أوكازاكي، أيشي: مركز أبحاث وتطوير السيارات.
- أوزوماسا، أوكيو، كيوتو: مركز أبحاث وتطوير السيارات.
- هوكايدو: مركز أبحاث وتطوير السيارات.
- معرض سيارات ميتسوبيشي، ناكاشينكيري، أوكازاكي.[37]

«في جميع أنحاءِ العالم»
- هسن، ألمانيا: شركة ميتسوبيشي للبحث والتطوير في أوروبا (MRDE)
- آن أربور، ميشيغان، الولايات المتحدة: المكتب الرئيسيّ لشركة ميتسوبيشي موتورز للبحث والتطوير في أمريكا.
- سيبريس، كاليفورنيا، الولايات المتحدة: مركز البحث والتطوير لشركة ميتسوبيشي موتورز للبحث والتطوير في أمريكا.

### مرافق الإنتاج
«اليابان» 
- أوكازاكي، أيتشي: مصنع أوكازاكي (مصنع ناغويا سابقًا)
- كوراشيكي، أوكاياما: مصنع ميزوشيما للمركّبات ومجموعة نقل الحركة
- ساكاهو، جيفو: شركة باجيرو للتصنيع المحدودة.
- أوزوماسا، أوكيو، كيوتو: محطّة توليد القوة
- كوكا، شيغا: مصنع توليد القوة

«في جميع أنحاءِ العالم»
- سانتا روزا، لاجونا، الفلبين: شركة ميتسوبيشي موتورز الفلبين. (MMPC)
- كلونج لوانج، باثوم ثاني، تايلاند: شركة ميتسوبيشي موتورز (تايلاند) المحدودة (MMTh)، أكبر المرافق خارج اليابان.[39]
- سيكارانج، جاوة الغربية، إندونيسيا: بي تي ميتسوبيشي موتورز كراما يودها إندونيسيا (MMKI)
- الصين: شركة تشانغفنع موتور المحدودة
- الصين: شركة جنوب شرق فوجيان للسيارات، المحدودة. (SEM)
- كالوغا، روسيا: مجموعة بي أس إيه (PCMA Rus)، مشروع مشترك معَ مجموعة بي أس إيه
- كاتالو، البرازيل: اوتو موتورز دو براسيل [36][40][41]

«مرافق الإنتاج السابقة»
- تونسلي، جنوب أستراليا، أُستراليا (1981-2008)
- مولود، هولندا: هولندا للسيّارات بي في (NedCar)، بِيعَت الأسهم في عام 2012.
- نورمال، إلينوي، الولايات المتحدة: شركة ميتسوبيشي موتورز أمريكا الشماليَّة (MMNA). افتتحت في عام 1988، وأغلقت في عام 2015.
- برشلونة، أنزواتيجي، فنزويلا: (إم إم سي أوتوموتريز إس إيه) [42] افتتحت في عام 1990، وبيعت للحكومة الفنزويليَّة في عام 2015.[43]

## القيادة
- يوجي ساتو (1970-1973)
- توميو كوبو (1973-1979)
- يوشيتوشي سون (1979-1981)
- ماساو سوزوكي (1981-1983)
- تويو تيت (1983-1989)
- هيروكازو ناكامورا (1989-1995)
- نوبوهيزا تسوكامورا (1995-1996)
- تاكيمون كيمورا (1996-1997)
- كاتسوهيكو كاواسو (1997-2000)
- تاكاشي سونوبي (2000-2002)
- رولف إكروت (2002-2004)
- يويتشيرو أوكازاكي (2004)
- هيدياسو تاجايا (2004-2005)
- أوسامو ماسوكو (2005-2020) [44]
- تاكاو كاتو (2020 إلى الوقت الحاضر)

## وصلات خارجية
- الموقع الرسمي